# Cormoran (bateau)
Le Cormoran (numéro de coque P677) est un patrouilleur de service public de la Force d'action navale, attaché depuis 2007 au port militaire de Cherbourg. Paimbœuf est sa ville marraine depuis le 14 juin 1997.

## Description
Le Cormoran  est le deuxième bâtiment d'une classe de trois patrouilleurs spécialement dédiés à l'action de l'État en mer, le type OPV 54. La durée de vie prévue est de vingt-cinq ans.
Le bâtiment est doté d'une coque en V, autostabilisante pour toute la plage de vitesse jusqu'à un état de la mer de force 4. Un radier, disposé à l'arrière, contient une embarcation de type Hurricane. Cette installation permet sa mise en œuvre pendant que le bâtiment fait route à faible vitesse. Il est équipé d'un canon à eau. La navigation est assurée par :
- Pilote automatique
- 1 radar Racal-Decca 250
- 1 radar Racal-Decca 20V90
- Systèmes Inmarsat M et Telcormarsat
- GPS

### Caractéristiques de l'embarcation Hurricane 7-33
- Propulsion : Water Jet
- Vitesse maximale : 30 nœuds (55 km/h)
- Longueur : 6,70 m
- Puissance : 200 ch.

## Missions
Les missions du Cormoran  sont dans le cadre  de l'action de l'État en mer:
- la surveillance des côtes dans la zone économique exclusive française (ZEE) ;
- le contrôle assermenté des pêches ;
- les interventions côtières ;
- la lutte anti-pollution.

## Carrière opérationnelle
Le Cormoran est basé à Brest, puis regroupé avec tous les OPV 54 à Cherbourg, pour simplifier la maintenance et renforcer les moyens dans ce secteur. L'avant de la coque a été modifié et les marques de l'action de l'État en mer ont été posées la même année, en 2004.
En décembre 2019, le ministère des Armées annonce que la Cormoran – tout comme précédemment le Flamant – passera à un double équipage (A et B, se relevant tous les quatre mois) en 2020 afin d'augmenter sa disponibilité et la qualité de vie familiale du personnel assurant ses déploiements.